# Nøklevann
Nøklevann ist ein See in Østmarka in Oslo, Norwegen. Seine Fläche beträgt 0,63 km². Der See befindet sich 163 Meter über dem Meeresspiegel. Das Wasser des Sees speist den Fluss Ljanselva.
Ende des 18. Jahrhunderts wurde entschieden, das Wasser von Nøklevann als Trinkwasser zu verwenden. Somit war der See bis 1983 Teil der Trinkwasserversorgung. Danach wurde er der allgemeinen Nutzung freigegeben. Heute ist der See aber noch ein Reservetrinkwassersee.
Das Gebiet rund um Nøklevann ist sowohl im Sommer wie im Winter ein beliebtes Wandergebiet für die Einwohner von Oslo. Ein Grund dafür ist die Nähe zu den U-Bahn-Stationen Ulsrud, Bøler und Bogerud.

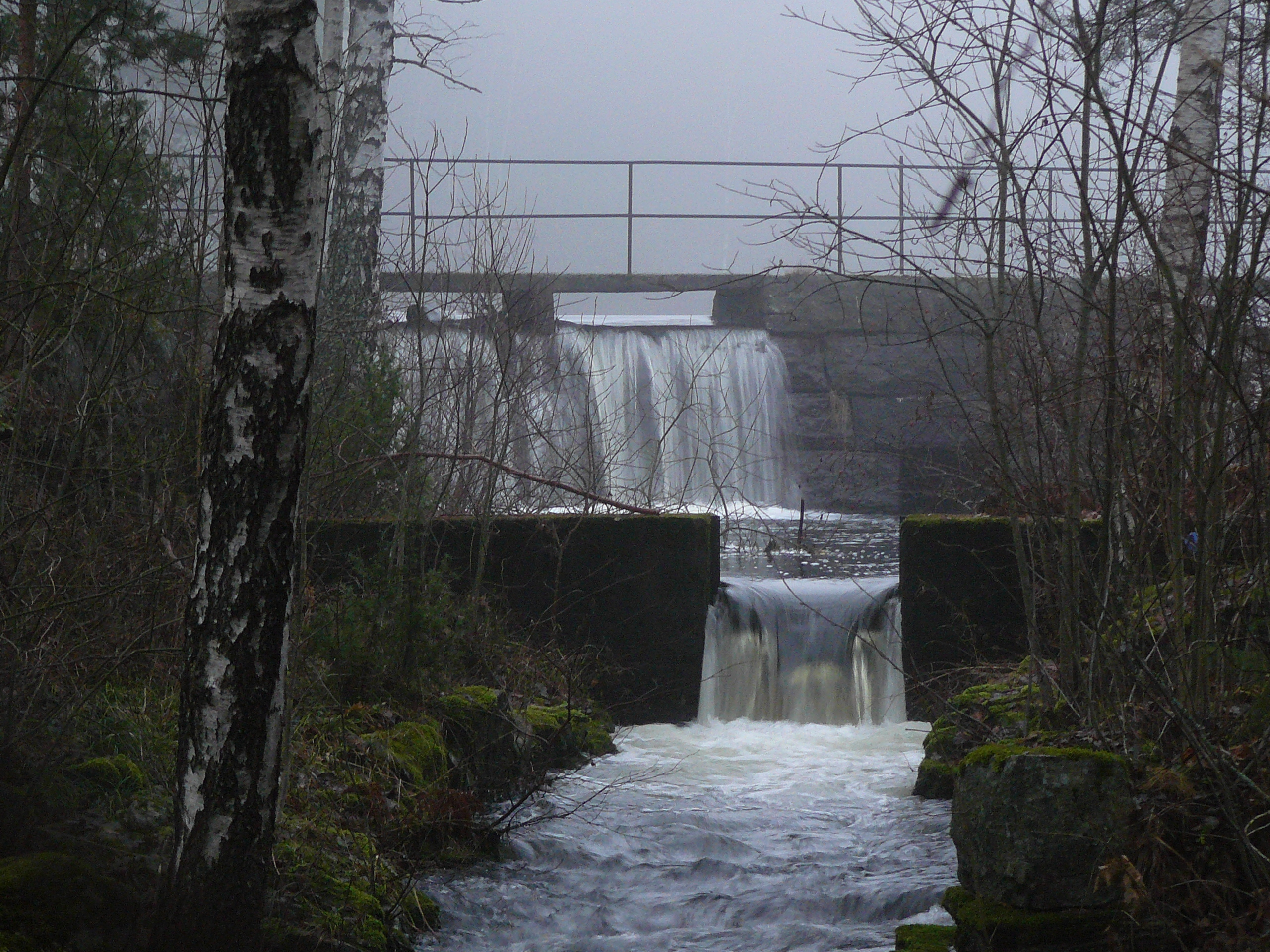
Der Nøklevanndamm bei Rustadsaga